# Шанганьлин
Шанганьли́н (кит. упр. 上甘岭, пиньинь Shànggānlǐng) — бывший район городского подчинения городского округа Ичунь провинции Хэйлунцзян (КНР).

## История
В 1953 году здесь было образовано лесничество, названное в честь произошедшего в прошлом году во время войны в Корее Шанганьлинского сражения. В 1960 году оно было преобразовано в район Шанганьлин.
В 2019 году район был расформирован, а его территория присоединена к району Юхао.

## Административное деление
Район Шанганьлин делится на 1 уличный комитет, 5 лесхозов и 7 хозяйств.
| № | Название | Название (кит.) | Статус          | Население чел. (2010) | На карте                         |
| - | -------- | --------------- | --------------- | --------------------- | -------------------------------- |
| 1 | Хуншань  | 红山街道办事处  | уличный комитет | 16792                 | 47°58′47″ с. ш. 129°01′10″ в. д. |

## Соседние административные единицы
Район Шанганьлин на северо-востоке граничит с районом Уин, на юго-востоке — с районом Ичунь, на юго-западе — с районом Юхао, на северо-западе — с территорией городского округа Хэйхэ.